# Масса причин
Масса Причин —  український музичний гурт з Дніпра. Датою заснування вважається 3 квітня  2010 року. Музиканти виконують пісні українською та російською мовами. Група грає музику в стилі soft rock.

## Назва
Масса Причин — це назва однієї з перших пісень гурту.
 «Пісня вийшла так собі, а назва так сподобалося, що прилипла до нас намертво».
— Артем Романюков. Інтерв'ю для порталу rock.kiev.ua 

## Історія
Перший концерт відбувся в  2010 році. З того часу колектив встиг зарекомендувати себе як одна з найкращих клубних команд України. В активі групи виступи на одній сцені з такими грандами рок-музики, як Чайф, С.К.А.Й., Брати Карамазови, Антитіла, ТіК, Скрябін та багатьма іншими.
В 2012 вийшов демо-альбом, що отримав назву «Живий Альбом», в якому зібрані в основному ранні записи, чернетки і проби.
У період з 2012 по 2013 на пісні групи зняті три відеокліпи, два з яких потрапили в ротацію українських телеканалів М1 і М2, а також кількох російських музичних каналів.
Особливість відео «Новорічна» в тому, що, починаючи з 19-ї секунди, кліп знято безперервним кадром, тобто без монтажу. Дія відбувається на місцевому телеканалі вигаданого провінційного містечка Сніжки, де хлопці з Маси Причин виконують одразу всі обов'язки: ведучих, звукорежисерів, освітлювачів, техніків, операторів і навіть прибиральників.
В 2013 у творчості групи відбулися докорінні зміни. До колективу приєднується новий клавішник, а роботу в студії очолює талановитий саунд-продюсер. Масса Причин бере участь у найбільших фестивалях своєї країни і є постійним учасником безлічі локальних фестивалів. Пісня «Рокенролла» стала лауреатом у номінації «Пісня року» регіональної премії за досягнення в мистецтві «Артіс».
З лютого по квітень 2014 року Масса Причин вирушає у великий спільний всеукраїнський тур з групою Антитіла. На відміну від більшості українських артистів, група не відмовилася від гастрольної діяльності в період громадянського протистояння і успішно об'їхала з концертами всю країну від заходу до сходу.
8 червня 2014 виходить новий альбом «Їжа Вода».
 «Новий альбом — це повернення до первинних цінностей, це символ простоти і невимушеності і, якщо хочете, безвиході буття. Це музика у всій її споконвічній красі, лише трохи прикрашена словами».
— Інтерв'ю для порталу InDaRock. 
В 2014 році гурт бере участь у фестивалях СХІД-РОК, Respublica, 100пудівка, Kiev Beer Fest та інших.

## Склад
- Дмитро Трегубов —  вокал (2010-2015 роки)
- Стас Коновалов — вокал (з листопада 2015 року)
- Артем Романюков —  гітара
- Василь Петров —  барабани
- Максим Дудко —  клавішні
- Ігор Васильєв —  бас-гітара
- Павло Цупров —  бас-гітара

## Дискографія
- 2012 — демо-альбом «Живий Альбом»
- 2014 — «Їжа Вода»[8]
- 2016 — ep58[9]

## Відеографія
- 2012 — Кліп «На море»
- 2012 — Кліп «Малюк»
- 2012 — Кліп «Новорічна»
- 2015 — Кліп «Глінтвейн»
- 2016 — Кліп "Одяг"